# Nuoto ai campionati mondiali di nuoto 2013 - Staffetta 4x100 metri misti maschile
Le qualifiche per la semifinale si sono svolte la mattina del 4 agosto 2013, mentre la finale, invece, si è svolta la sera dello stesso giorno.
Esseba caraca campeon du mundu

## Medaglie
| Posizione | Oro                                                                 | Argento                                                                                       | Bronzo                                                   |
| --------- | ------------------------------------------------------------------- | --------------------------------------------------------------------------------------------- | -------------------------------------------------------- |
| Paese     | Francia                                                             | Australia                                                                                     | Giappone                                                 |
| Atleti    | Camille Lacourt Giacomo Perez d'Ortona Jérémy Stravius Fabien Gilot | Ashley Delaney Christian Sprenger Tommaso D'Orsogna James Magnussen Kenneth To Cameron McEvoy | Ryōsuke Irie Kōsuke Kitajima Takurō Fujii Shinri Shioura |

## Record
Prima della manifestazione il record del mondo (WR) e il record dei campionati (CR) erano i seguenti.
| Record mondiale       | 3'27"28 | Stati Uniti Aaron Peirsol (52"19) Eric Shanteau (58"57) Michael Phelps (49"72) David Walters (46"80) | 2 agosto 2009 Roma, Italia |
| Record dei campionati | 3'27"28 | Stati Uniti Aaron Peirsol (52"19) Eric Shanteau (58"57) Michael Phelps (49"72) David Walters (46"80) | 2 agosto 2009 Roma, Italia |

## Risultati

### Batterie
| Pos. | Batteria | Corsia | Atleta                                                                                              | Nazionalità              | Tempo   | Note |
| ---- | -------- | ------ | --------------------------------------------------------------------------------------------------- | ------------------------ | ------- | ---- |
| 1    | 3        | 4      | David Plummer (53"22) Nicolas Fink (1'00"17) Eugene Godsoe (51"59) Jimmy Feigen (47"74)             | Stati Uniti              | 3'32"72 | Q    |
| 2    | 3        | 5      | Ashley Delaney (53"85) Christian Sprenger (59"17) Kenneth To (52"37) Cameron McEvoy (47"85)         | Australia                | 3'33"64 | Q    |
| 2    | 3        | 6      | Vladimir Morozov (54"67) Kirill Strelnikov (59"84) Nikolaj Skvorcov (51"43) Nikita Lobincev (47"70) | Russia                   | 3'33"64 | Q    |
| 4    | 2        | 3      | Camille Lacourt (54"02) Giacomo Perez d'Ortona (59"95) Jérémy Stravius (51"96) Fabien Gilot (48"11) | Francia                  | 3'34"04 | Q    |
| 5    | 2        | 4      | Ryōsuke Irie (53"67) Kōsuke Kitajima (1'00"10) Takurō Fujii (52"18) Shinri Shioura (48"30)          | Giappone                 | 3'34"25 | Q    |
| 6    | 1        | 6      | Mirco Di Tora (54"99) Fabio Scozzoli (59"63) Matteo Rivolta (51"60) Marco Orsi (48"07)              | Italia                   | 3'34"29 | Q    |
| 7    | 2        | 5      | László Cseh (54"19) Dániel Gyurta (59"50) Bence Pulai (52"12) Krisztián Takács (48"83)              | Ungheria                 | 3'34"64 | Q    |
| 8    | 1        | 5      | Felix Wolf (55"12) Hendrik Feldwehr (59"56) Steffen Deibler (51"58) Dimitri Colupaev (48"65)        | Germania                 | 3'34"91 | Q    |
| 9    | 1        | 4      | Chris Walker-Hebborn (54"33) Ross Murdoch (1'00"13) Michael Rock (52"32) Adam Brown (48"45)         | Template:GBR sport sport | 3'35"23 |      |
| 10   | 1        | 3      | Xu Jiayu (53"69) Gu Biaorong (59"08) Wu Peng (52"31) Lü Zhiwu (49"03)                               | Cina                     | 3"35"95 |      |
| 11   | 2        | 6      | Darren Murray (55"17) Cameron van der Burgh (1'00"47) Chad le Clos (51"88) Leith Shankland (48"70)  | Sudafrica                | 3'36"22 |      |
| 12   | 3        | 2      | Leonardo de Deus (54"96) Felipe Lima (59"32) Nicholas Santos (53"70) Marcelo Chierighini (48"33)    | Brasile                  | 3'36"31 |      |
| 13   | 2        | 1      | Danas Rapšys Giedrius Titenis Tadas Duškinas Mindaugas Sadauskas                                    | Lituania                 | 3'36"72 |      |
| 14   | 3        | 3      | Gareth Kean Glenn Snyders Shaun Burnett Matthew Stanley                                             | Nuova Zelanda            | 3'37"70 |      |
| 15   | 3        | 7      | Charles Francis Richard Funk Coleman Allen Luke Peddie                                              | Canada                   | 3'38"76 |      |
| 16   | 1        | 2      | Jonatan Kopelev Imri Ganiel Yakov-Yan Toumarkin Nimrod Shapira Bar-Or                               | Israele                  | 3'39"31 |      |
| 17   | 2        | 7      | Pavel Sankovič Viktar Vabishchevich Yauhen Tsurkin Ihar Boki                                        | Bielorussia              | 3'40"75 |      |
| 18   | 1        | 7      | Martin Baďura Petr Bartůněk Martin Žikmund Martin Verner                                            | Rep. Ceca                | 3'41"49 |      |
| 19   | 2        | 8      | Guven Duvan Demir Atasoy İskender Baslakov Doğa Çelik                                               | Turchia                  | 3'43"71 |      |
| 20   | 3        | 8      | Shin Hee-Woong Choi Kyu-Woong Chang Gyu-Cheol Yang Jung-Doo                                         | Corea del Sud            | 3'44"08 |      |
| 21   | 1        | 1      | Ezequiel Trujillo David Oliver Mercado Ramiro Ramírez Alejandro Escudero                            | Messico                  | 3'45"39 |      |
| 22   | 3        | 1      | Mohamed Khaled Mohamed Gadallah Marwan Adel Marwan Ismail                                           | Egitto                   | 3'46"31 |      |
|      | 2        | 2      | Radosław Kawęcki Dawid Szulich Paweł Korzeniowski Konrad Czerniak                                   | Polonia                  |         | DSQ  |

### Finale
| Pos. | Corsia | Atleta                                                              | Nazionalità | Tempo   | Note |
| ---- | ------ | ------------------------------------------------------------------- | ----------- | ------- | ---- |
|      | 6      | Camille Lacourt Giacomo Perez d'Ortona Jérémy Stravius Fabien Gilot | Francia     | 3'31"51 |      |
|      | 5      | Ashley Delaney Christian Sprenger Tommaso D'Orsogna James Magnussen | Australia   | 3'31"64 |      |
|      | 2      | Ryōsuke Irie Kōsuke Kitajima Takurō Fujii Shinri Shioura            | Giappone    | 3'32"26 |      |
| 4    | 3      | Vladimir Morozov Kirill Strelnikov Evgenij Korotyškin Andrej Grečin | Russia      | 3'32"74 |      |
| 5    | 8      | Felix Wolf Hendrik Feldwehr Philip Heintz Steffen Deibler           | Germania    | 3'33"97 |      |
| 6    | 7      | Mirco Di Tora Fabio Scozzoli Matteo Rivolta Marco Orsi              | Italia      | 3'34"06 |      |
| 7    | 1      | László Cseh Dániel Gyurta Bence Pulai Krisztián Takács              | Ungheria    | 3'34"09 |      |
|      | 4      | Matt Grevers Kevin Cordes Ryan Lochte Nathan Adrian                 | Stati Uniti |         | DSQ  |